# مجید بهرامی (مربی)

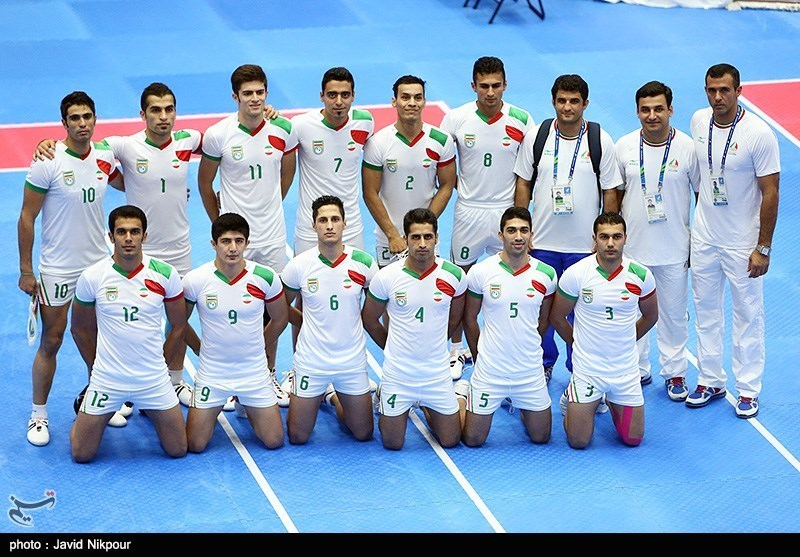
مجید بهرامی در بازی‌های آسیایی اینچئون ۲۰۱۴ (نفر سوم ایستاده از سمت راست)

مجید بهرامی (زاده ۲ اردیبهشت ماه  ۱۳۵۹، تبریز) بازیکن پیشین و سرمربی تیم ملی کبدی مردان ایران است. وی بیش از ۱۲ سال سرمربی گری تیم ملی کبدی مردان ایران را بر عهده دارد.  بهرامی رئیس هیئت کبدی استان آذربایجان شرقی و سرمربی تیم شهرداری تبریز ونیز  مربی تیمهای ملی کشورهای دانمارک.آذربایجان .گرجستان.ترکیه ونائب رئیس کمیته مربیان فدراسیون  کبدی اسیا را هم در کارنامه خود دارد .

## افتخارات

### به عنوان بازیکن سرمربی وسرپرست وانالیزور تیم ملی در مسابقات .قهرمانی آسیا.و بازیهای اسیایی
- مسابقات قهرمانی اسیا [پنجاب هند]۲۰۱۰مقام سوم
- مسابقات قهرمانی آسیا [ایران تبریز ۲۰۱۱]  مقام سوم
- مسابقات قهرمانی آسیا [اسلام اباد پاکستان ۲۰۱۲] مقام سوم
- بازیهای اسیایی[ گوانگ ژو چین۲۰۱۰]  مقام دوم
- بازیهای اسیایی[ اینچئون کره جنوبی ۲۰۱۴]مقام دوم
- بازیهای اسیایی [جاکارتا اندونزی ۲۰۱۸]مقام اول
- مسابقات جام باشگاههای اسیا [لاهور پاکستان ] ۲۰۱۳مقام سوم
- مسابقات قهرمانی اسیا [پاکستان ]۲۰۱۶مقام سوم
- مسابقات جام باشگاههای اسیا [پاکستان ]۲۰۱۸ مقام دوم
- مسابقات جام باشگاههای اسیا [پاکستان]۲۰۱۹مقام سوم
- مسابقات جام باشگاههای اسیا لاهور پاکستان ۲۰۲۵(مقام دوم )

### به عنوان سرمربی در مسابقات. قهرمانی جهان
- مسابقات قهرمانی جهان ۲۰۱۰ هندوستان (مقام هفتم )
- مسابقات قهرمانی جهان هندوستان ۲۰۱۲ ( مقام پنجم) ‌‌
- مسابقات قهرمانی جهان هندوستان ۲۰۱۴ ( مقام سوم)
- مسابقات مسابقات قهرمانی جهان هندوستان ۲۰۱۶ (مقام سوم)
- مسابقات لیگ باشگاه‌های جهان امارات ۲۰۱۵ ( مقام سوم)
- مسابقات قهرمانی جهان استرالیا ۲۰۱۸ (مقام چهارم)
- مسابقات قهرمانی جهان. پاکستان  ۲۰۲۰ (مقام سوم)

## جستار وابسته
- تیم ملی کبدی مردان ایران
- کبدی در بازی‌های آسیایی
- تیم ملی کبدی زنان ایران

## پیوند بیرونی
- ۱۲ سال هدایت تیم ملی کبدی ایران با مجید بهرامی
- تیم ملی سرکل کبدی ایران سوم شد